# Dajan-Aššur
Dajan-Aššur war Feldmarschall (turtānu) Šulmanu-ašareds III. und Limmubeamter im Jahr 863 v. Chr. Während der gesamten Regierungszeit dieses Königs blieb er im Amt und genoss großen Einfluss. Er wird in den Annalen des Königs mehrfach als oberster Befehlshaber bei dessen Feldzügen erwähnt.